# Aymaria insularis
Aymaria insularis är en spindelart som först beskrevs av Banks 1902.  Aymaria insularis ingår i släktet Aymaria och familjen dallerspindlar. Inga underarter finns listade.